# Jan Spreij
Jan Spreij (10 oktober 1909 - 10 juni 1999) was een Nederlandse verzetsstrijder in de Tweede Wereldoorlog. Hij was hoofd van de Landelijke Organisatie voor Hulp aan Onderduikers in Ede en tijdelijk provinciaal leider in Gelderland.

## Levensloop
Spreij woonde met zijn familie aan de Kamperfoelielaan 5 in Ede. Hij kwam al in het eerste jaar van de oorlog in verzet tegen de Duitse bezetter. Aanvankelijk was hij vooral buiten Ede actief. Samen met professor Simon Olivier en Frans van der Have zette hij een verzetsgroep in Wageningen op. Zij verzamelden onder andere wapens. Samen met Menno de Nooij hield Spreij zich bezig met de verspreiding van illegale lectuur.
Spreij hield zich vooral bezig met de hulp aan onderduikers. Zo had hij in 1940 de Duitse jood Ernst Cohn laten weten dat hij altijd kon aankloppen voor hulp als het antisemitisme toenam. Twee jaar later deed Cohn een beroep om hem omdat hij samen met zijn vrouw een schuilplek zocht. Spreij bracht hem onder bij de ouders van de huisschilder Cornelis Verduijn, waar het echtpaar 28 maanden verbleef. Spreij bezocht hem regelmatig met zijn verloofde. Op een bepaald moment was het daar te onveilig en werd het echtpaar overgebracht naar het huis van Spreijs ouders. Nadat de woning beschadigd raakte toen een bom viel op het huis van de buren, verbleef de familie de laatste oorlogsmaanden bij de familie-Schenker.
Bij Spreijs ouders zat ook de jood Albert Hertz het grootste deel van de oorlog ondergedoken. Hertz' verloofde Kate Baer ontving in 1942 een oproep om zich te melden bij de Hollandsche Schouwburg in Amsterdam. Tijdens de laatste grootste razzia op joden in Amsterdam in juni 1943 nam Spreij vijf leden van de familie-Maier mee, zogenaamd als arrestanten, naar Wageningen. Hij bracht de familie onder in Veenendaal nadat Wageningen gedwongen werd geëvacueerd na de Slag om Arnhem in september 1944.
Spreij stond in 1943 aan de basis van lokale afdeling van de LO in Ede. Hij vertegenwoordigde Ede op de wekelijkse ruilbeurs in Arnhem. Jan Spreij trad op als provinciaal leider nadat Evert Boven moest onderduiken en later werd gearresteerd. Aan het einde van de oorlog moest Spreij zelf onderduiken omdat hij werd gezocht, maar hij overleefde de oorlog.
Na de oorlog werkte Spreij onder andere als districtsleider voor Stichting 1940-1945.

## Persoonlijk
Samen met zijn vrouw Henny Zwart had Spreij meerdere kinderen. In 1982 ontving hij van het Israëlische holocaustcentrum Yad Vashem de eretitel Rechtvaardige onder de Volkeren. Zijn ouders ontvingen de titel postuum. Hij zou de levens van zeker 30 joden hebben gered.